# 루싱위
루싱위(중국어 간체자: 卢星宇, 병음: Lú Xīngyû, 한자음: 노성우, 1973년 7월 22일 ~ )는 중국의 배우이다.